# Lijst van rijksmonumenten in Veldhoven (plaats)
De plaats Veldhoven telt 19 inschrijvingen in het rijksmonumentenregister. Hieronder een overzicht.
| Object                                                                                   | Oorspronkelijke functie?  | Bouwjaar             | Architect        | Locatie               | Coördinaten?                  | Nr.?   | Afbeelding                                                                               |
| ---------------------------------------------------------------------------------------- | ------------------------- | -------------------- | ---------------- | --------------------- | ----------------------------- | ------ | ---------------------------------------------------------------------------------------- |
| De Adriaan                                                                               | Industrie- en poldermolen | 1906                 |                  | Windmolen 17          | 51° 24' 43" NB, 5° 24' 37" OL | 37040  | Meer afbeeldingen                                                                        |
| Oude pastorie                                                                            | Kerkelijke dienstwoning   | 1778                 |                  | Dorpstraat 93         | 51° 24' 17" NB, 5° 24' 10" OL | 37041  | Meer afbeeldingen                                                                        |
| Huis met verdieping onder schilddak, kruiskozijnen van hout met luiken in de achtergevel | Woonhuis                  | eind 18e eeuw        |                  | Dorpstraat 120        | 51° 24' 29" NB, 5° 24' 35" OL | 37042  | Huis met verdieping onder schilddak, kruiskozijnen van hout met luiken in de achtergevel |
| Delen van het interieur van de Sint-Lambertuskerk                                        | Kerk en kerkonderdeel     | 15e eeuw (beeldje)   |                  | Kapelstraat-Zuid 20   | 51° 24' 56" NB, 5° 24' 58" OL | 37043  | Meer afbeeldingen                                                                        |
| 't Oude Slot                                                                             | Boerderij                 |                      |                  | Hemelrijken 6         | 51° 25' 32" NB, 5° 24' 57" OL | 37044  | Meer afbeeldingen                                                                        |
| Rechthoekige huis                                                                        | Woonhuis                  | 1750 (jaartalankers) |                  | Kapelstraat-Noord 76  | 51° 25' 9" NB, 5° 24' 49" OL  | 37045  | Meer afbeeldingen                                                                        |
| Zilster molen                                                                            | Industrie- en poldermolen | 1858                 |                  | Kapelstraat-Noord 142 | 51° 25' 21" NB, 5° 24' 46" OL | 37046  | Meer afbeeldingen                                                                        |
| Delen van het interieur van de Sint-Willibrorduskerk                                     | Vanwege onderdelen kerk   | 1551 (kerkklok)      |                  | Blaarthemseweg 13     | 51° 25' 30" NB, 5° 24' 56" OL | 37047  | Meer afbeeldingen                                                                        |
| Huis met klokgevel waarin zesdelige schuiframen                                          | Woonhuis                  | 1880                 |                  | Oude Kerkstraat 52    | 51° 25' 34" NB, 5° 22' 3" OL  | 37049  | Meer afbeeldingen                                                                        |
| Terrein waarin een urnenveld                                                             | Archeologisch monument    | late Bronstijd       |                  | Sondervick            | 51° 25' 1" NB, 5° 22' 34" OL  | 46124  | Upload foto                                                                              |
| Selstadium                                                                               | Dienstwoning              | ca. 1900             |                  | Binnenweg 1           | 51° 25' 27" NB, 5° 24' 56" OL | 507719 | Selstadium                                                                               |
| H. Cecilia                                                                               | Kerk en kerkonderdeel     | 1913                 | Wolter te Riele  | Dorpstraat 18         | 51° 24' 13" NB, 5° 23' 49" OL | 507720 | Meer afbeeldingen                                                                        |
| Notarishuis                                                                              | Woonhuis                  | 1880                 |                  | Dorpstraat 25A        | 51° 24' 14" NB, 5° 23' 47" OL | 507721 | Meer afbeeldingen                                                                        |
| Kantoor                                                                                  | Woonhuis                  | 1905                 | Clement          | Kapelstraat-Zuid 3    | 51° 24' 50" NB, 5° 24' 58" OL | 507722 | Kantoor                                                                                  |
| Villa                                                                                    | Woonhuis                  | 1928                 | A. Valk          | Kruisstraat 23        | 51° 25' 36" NB, 5° 24' 56" OL | 507724 | Villa                                                                                    |
| Sint-Jan de Doperkerk                                                                    | Kerk en kerkonderdeel     | 1911                 | W. Th. van Aalst | Oude Kerkstraat 5     | 51° 25' 19" NB, 5° 22' 10" OL | 507725 | Meer afbeeldingen                                                                        |
| Villa                                                                                    | Woonhuis                  | 1903                 |                  | Provincialeweg 66     | 51° 24' 47" NB, 5° 24' 59" OL | 507726 | Villa                                                                                    |
| Villa                                                                                    | Woonhuis                  | 1935-1937            |                  | Kapelstraat-Zuid 8    | 51° 24' 51" NB, 5° 25' 0" OL  | 507728 | Villa                                                                                    |
| R.K. pastorie                                                                            | Kerkelijke dienstwoning   | 1902                 |                  | Kapelstraat-Zuid 18   | 51° 24' 54" NB, 5° 24' 59" OL | 507723 | R.K. pastorie                                                                            |